# Мойсес Ернандес
Мойсес Фернандес (англ. Moisés Hernández, нар. 5 березня 1992, Даллас) — американський та гватемальський футболіст, захисник клубу «Даллас» та національної збірної Гватемали.

## Клубна кар'єра
Вихованець клубу «Даллас» зі свого рідного міста. Для отримання ігрової практики він на правах оренди був відданий в гватемальський «Коммунікасьйонес». 7 жовтня 2012 року у матчі проти «Депортіво Маркенсе» Мойсес дебютував у Лізі Насьональ.
На початку 2013 року він повернувся в «Даллас», але знову був відданий в оренду. Його новим клубом стала костариканська «Сапрісса». 3 лютого в поєдинку проти «Уругваю» Ернандес дебютував у чемпіонаті Коста-Рики. У тому ж році він став володарем Кубка Коста-Рики.
На початку 2014 року Мойсес повернувся в «Даллас». 9 березня у поєдинку проти канадського «Монреаль Імпакт» він дебютував у MLS. Відтоді встиг відіграти за команду з Далласа 31 матч в національному чемпіонаті.
У квітні 2016 року був відданий в оренду в клуб другого за рівнем дивізіону США «Райо ОКС», де і виступав до кінця року, зігравши у 26 матчах чемпіонату.

## Виступи за збірні
У 2011 році у складі молодіжної збірної США Ернандес взяв участь у молодіжному чемпіонаті Північної Америки у Гватемалі. На турнірі він зіграв у матчах проти Панами та Гватемали.
Пізніше Мойсес вирішив виступати за національну збірну Гватемали, оскільки у нього гватемальське коріння. 27 березня 2015 року в товариському матчі проти збірної Канади Ернандес дебютував за збірну Гватемали.
У 2015 році в складі збірної Мойсес взяв участь у розіграші Золотого кубка КОНКАКАФ. На турнірі він зіграв у матчах проти збірної Мексики та Тринідаду і Тобаго.
Наразі провів у формі головної команди країни 15 матчів.

## Статистика виступів

### Статистика клубних виступів
| Сезон                | Команда              | Чемпіонат            | Чемпіонат | Чемпіонат | Національний кубок | Національний кубок | Національний кубок | Континентальні кубки | Континентальні кубки | Континентальні кубки | Інші змагання | Інші змагання | Інші змагання | Усього | Усього |
| Сезон                | Команда              | Ліга                 | Ігор      | Голів     | Ліга               | Ігор               | Голів              | Ліга                 | Ігор                 | Голів                | Ліга          | Ігор          | Голів         | Ігор   | Голів  |
| -------------------- | -------------------- | -------------------- | --------- | --------- | ------------------ | ------------------ | ------------------ | -------------------- | -------------------- | -------------------- | ------------- | ------------- | ------------- | ------ | ------ |
| 2011                 | «Даллас»             | -                    | -         | -         | -                  | -                  | -                  | -                    | -                    | -                    | -             | -             | -             | -      | -      |
| 2012                 | «Даллас»             | -                    | -         | -         | КСША               | 1                  | 0                  | -                    | -                    | -                    | -             | -             |               | 1      | 0      |
| 2012-13              | «Коммунікасьйонес»   | ЛН                   | 4         | 0         | -                  | -                  | -                  | -                    | -                    | -                    | -             | -             | -             | 4      | 0      |
| 2012-13              | «Сапрісса»           | ПД                   | 15+2      | 0         | -                  | -                  | -                  | -                    | -                    | -                    | -             | -             | -             | 15+2   | 0      |
| 2013-14              | «Сапрісса»           | ПД                   | 3         | 0         | ККР                | 1                  | 1                  | -                    | -                    | -                    | -             | -             | -             | 4      | 1      |
| Усього за «Сапріссу» | Усього за «Сапріссу» | Усього за «Сапріссу» | 17+2      | 0         |                    | 1                  | 1                  |                      |                      |                      |               |               |               | 18+2   | 1      |
| 2014                 | «Даллас»             | МЛС                  | 17+2      | 0         | -                  | 2                  | 0                  | -                    | -                    | -                    | -             | -             | -             | 19+2   | 0      |
| 2015                 | «Даллас»             | МЛС                  | 14        | 0         | -                  | 1                  | 0                  | -                    | -                    | -                    | -             | -             | -             | 15     | 0      |
| 2016                 | «Даллас»             | МЛС                  | -         | -         | -                  | -                  | -                  | -                    | -                    | -                    | -             | -             | -             | -      | -      |
| Усього за «Даллас»   | Усього за «Даллас»   | Усього за «Даллас»   | 31+2      | 0         |                    | 4                  | 0                  |                      |                      |                      |               |               |               | 35+2   | 0      |
| Усього за кар'єру    | Усього за кар'єру    | Усього за кар'єру    | 52+4      | 0         |                    | 5                  | 1                  |                      |                      |                      |               |               |               | 57+4   | 1      |

### Статистика виступів за збірну
| Дата       | Місто             | Господарі                | Результат               | Гості              | Турнір              | Голи | Примітки |
| ---------- | ----------------- | ------------------------ | ----------------------- | ------------------ | ------------------- | ---- | -------- |
| 17-03-2015 | Форт-Лодердейл    | Канада                   | 1 – 0                   | Гватемала          | товариський матч    | -    | 61'      |
| 01-04-2015 | Карсон            | Гватемала                | 0 – 0                   | Сальвадор          | товариський матч    | -    | 57'      |
| 13-06-2015 | Гватемала         | Гватемала                | 0 – 0                   | Бермудські Острови | Відбір до ЧС 2018   | -    |          |
| 16-06-2015 | Гамільтон         | Бермудські Острови       | 0 – 1                   | Гватемала          | Відбір до ЧС 2018   | -    |          |
| 10-07-2015 | Чикаго            | Тринідад і Тобаго        | 3 – 1                   | Гватемала          | Кубок КОНКАКАФ 2015 | -    |          |
| 13-07-2015 | Глендейл          | Гватемала                | 0 – 0                   | Мексика            | Кубок КОНКАКАФ 2015 | -    | 78' 83'  |
| 05-09-2015 | Антигуа і Барбуда | Антигуа і Барбуда        | 1 – 0                   | Гватемала          | Відбір до ЧС 2018   | -    |          |
| 09-09-2015 | Гватемала         | Гватемала                | 2 – 0                   | Антигуа і Барбуда  | Відбір до ЧС 2018   | -    |          |
| 09-10-2015 | Тегусігальпа      | Гондурас                 | 1 – 1                   | Гватемала          | товариський матч    | -    | 90'      |
| 14-10-2015 | Лос-Анджелес      | Гватемала                | 1 – 1 д.ч. (4 - 2 п.п.) | Сальвадор          | товариський матч    | -    | 26' 71'  |
| 14-11-2015 | Гватемала         | Гватемала                | 1 – 2                   | Тринідад і Тобаго  | Відбір до ЧС 2018   | -    |          |
| 17-11-2015 | Кінгстаун         | Сент-Вінсент і Гренадини | 0 – 4                   | Гватемала          | Відбір до ЧС 2018   | -    |          |
| 26-03-2016 | Гватемала         | Гватемала                | 2 – 0                   | США                | Відбір до ЧС 2018   | -    | 9'       |
| 30-03-2016 | Колумбус          | США                      | 4 – 0                   | Гватемала          | Відбір до ЧС 2018   | -    |          |
| Усього     |                   | Матчів                   | 14                      |                    | Голів               | 0    |          |

| Дата       | Місто     | Господарі | Результат | Гості     | Турнір                             | Голи | Примітки |
| ---------- | --------- | --------- | --------- | --------- | ---------------------------------- | ---- | -------- |
| 03-04-2011 | Гватемала | США       | 2 – 0     | Панама    | Молодіжний чемпіонат КОНКАКАФ 2011 | -    | 77'      |
| 07-04-2011 | Гватемала | США       | 1 – 2     | Гватемала | Молодіжний чемпіонат КОНКАКАФ 2011 | -    |          |
| Усього     |           | Матчів    | 2         |           | Голів                              | 0    |          |